# سیات ۱۵۰۰
سیات ۱۵۰۰ (SEAT 1500) خودرویی است که در سال‌های ۱۹۶۳ تا ۱۹۷۱تولید شده‌است. طراحی آن خودروهای موتور جلو-محور عقب بوده طول آن در حالت طبیعی ۴۴۷ سانتیمتر (۱۷۶٫۰ اینچ) است. سیستم جعبه‌دندهٔ آن ۴ دنده به صورت دستی است.